# 幸町 (臺南市)
幸町為台灣日治時期台南市之行政區，範圍包括清代舊街名重慶寺、龍王廟、柱仔行。為臺南全市，甚至臺南州之行政中心所在地。

## 名稱
1916年（大正5年）規劃町名改正時，原擬名「大成町」。臺南廳審查後，一度考慮「本町」等名，最後改為「幸町」並呈報總督府，同年11月3日公告。1919年（大正8年）4月1日正式實施。

## 町內設施
- 臺南州廳（今國立臺灣文學館）
- 臺南市役所（1930年迄）
- 臺南警察署（原臺南市警察局）
- 博物館（兩廣會館）
- 大正公園（今湯德章紀念公園）
- 臺南孔子廟
- 重慶寺
- 永華宮

## 詳見
- 町名改正